# اینترنت اشیاء

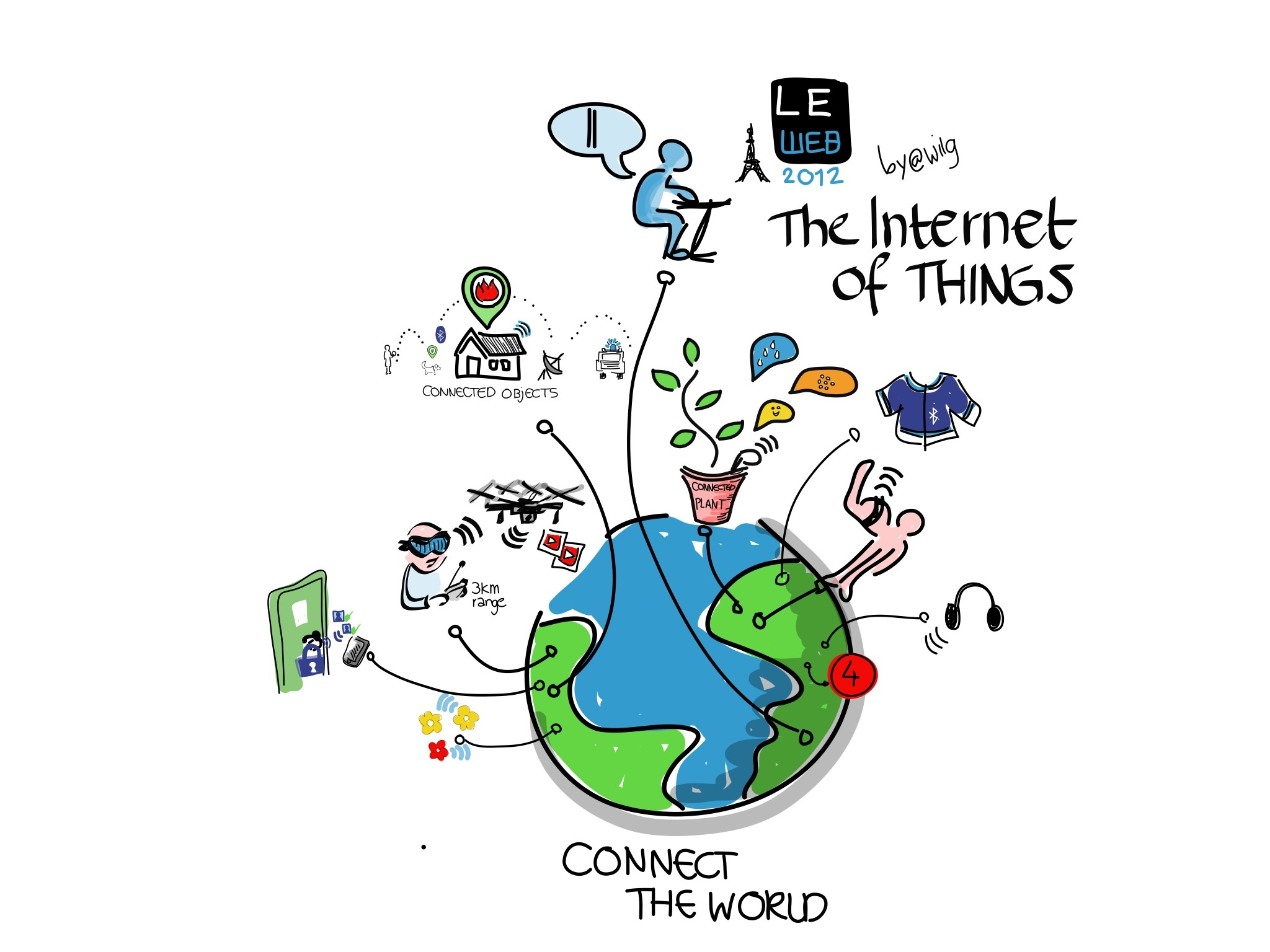
اینترنت اشیاء، دستگاه‌ها و خودروهای مجهز به حسگرهای الکترونیکی و اینترنت را به یک‌دیگر متصل می‌کند.

اینترنت اشیاء (به انگلیسی: Internet of Things) (اختصاری IOT) به مجموعه‌ای از ارتباطات و تعاملات رایانه‌ای و فناوری بنیاد مانند حسگر، واحدهای پردازش، نرم‌افزار و سخت‌افزار با دیگر دستگاه‌ها و سامانه‌ها (در اصطلاح فنی اشیاء یا وسایل نامیده می‌شوند) که از طریق اینترنت یا دیگر شبکه‌های ارتباطی است. اینترنت اشیاء یک مفهوم انتزاعی و چندرشته ای می‌باشد و بر مبنای رشته‌های گوناگون مهندسی همچون مهندسی مخابرات، مهندسی الکترونیک و مهندسی رایانه و دیگر رشته‌های مبتنی بر علوم فناوری اطلاعات استوار است. برخی بر این باور هستند که «اینترنت اشیاء» نامی نامناسب و ناهمگون است، چرا که در بعضی موارد دستگاه‌ها به اتصال اینترنت نیازی نداشته و هر شبکهٔ دیگری برای این منظور می‌تواند به‌کار گرفته شود.
ساده‌ترین گونهٔ ارتباط، می‌تواند ارتباط یک گوشی هوشمند با یک وسیله مانند اجاق گاز در خانه یا اتصال دوربین‌های امنیتی به گوشی همراه و کنترل آنها از راه دور، یا به پیچیدگی نظارت بر زیرساخت‌های شهری و راهبندانی باشد. بسیاری از وسیله‌های روزمرهٔ زندگی از جمله دستگاه رخت‌شویی، یخچال، تلویزیون، مایکروویو و دیگر افزارهای الکترونیکی و حتی پوشاک می‌توانند بخشی از شبکهٔ اینترنت اشیاء باشند. این فناوری می‌تواند به مصرف‌کنندگان، خدمات گوناگونی ارائه کند. برای نمونه، از کاربردهای آن می‌توان به کنترل برخی از وسیله‌ها از راه دور، خبردار شدن از شرایط محیطی و امنیتی خانه و… اشاره کرد.
اتحادیهٔ بین‌المللی مخابرات، اینترنت اشیاء را اینگونه توصیف کرده است:
«زیرساختی جهانی، برای جامعهٔ اطلاعاتی که بر پایهٔ فناوری اطلاعات و ارتباطات ساخته شده و دارای قابلیت تعامل‌پذیری می‌باشد. این فناوری رو به رشد از طریق اتصالات (فیزیکی و مجازی) اشیاء، خدمات پیشرفته‌ای را ممکن می‌سازد.»
طبق راهبردهای اتحادیه بین‌المللی مخابرات (ITU) «شیء» در گزارهٔ «اینترنت اشیاء» به یک جسم (هر چیزی که حجم داشته و فضایی را اشغال می‌کند) یا داده و اطلاعات مجازی اشاره دارد که توانایی شناسایی و یکپارچه شدن با شبکه‌های ارتباطی را داراست.
شبکه‌های رایانه‌ای در گونه‌های گسترده اجازه می‌دهند تا اشیاء در سراسر جهان تحت زیرساخت‌های شبکهٔ موجود، از راه دور کنترل شوند (مانند خانهٔ هوشمند) و همچنین فرصتی برای ترکیب مستقیم جهان فیزیکی با سامانه‌های مبتنی بر رایانه را فراهم آورده و افزون بر کاهش دخالت انسان، منجر به بهبود بهره‌وری، افزایش دقت و بهرهٔ اقتصادی شده است (مانند ربات خانگی). هنگامی که اینترنت با گیرنده‌ها و محرک‌ها همراه می‌شود، به یک مدل فناوری از کلاس جامع سامانه‌های(سایبری/فیزیکی) تبدیل می‌شود که شامل فناوریهای دیگری مانند شبکه‌های هوشمند، نیروگاه مجازی، خانهٔ هوشمند، ترابری هوشمند و شهر هوشمند می‌شود.
با توجه به امکان فعالیت با زیرساخت‌های اینترنت، کارشناسان تخمین می‌زنند که اینترنت اشیاء نزدیک چهل و یک میلیارد شیء (دستگاه گوناگون) را تا سال ۲۰۲۵ در برخواهد داشت. همچنین، انتظار می‌رود که اینترنت اشیاء در آینده اتصال پیشرفته از دستگاه‌ها، سامانه‌ها و خدماتی را ارائه دهد که فراتر از ارتباط‌های ماشین به ماشین (M2M) باشد و پروتکل‌ها، دامنه‌ها و برنامه‌های کاربردی گوناگونی را پوشش دهد. پیش‌بینی می‌شود که اتصال این دستگاه‌ها به اتوماسیون تقریباً در همهٔ زمینه‌ها کاربردی باشد. به‌کارگیری این فناوری موجب ساخت برنامه‌های کاربردی پیشرفته‌تر مانند شبکهٔ هوشمند شده و در نتیجه منطقه‌هایی مانند شهرهای هوشمند گسترش پیدا خواهند کرد.

## تاریخچه
اصطلاح اینترنت اشیاء، توسط کوین اشتون از پراکتر و گمبل به‌کار رفت و سپس کانون دانشگاه MIT در سال ۱۹۹۹ تأسیس شد. نگاه به اینترنت اشیاء از دیدگاه اینترنت‌گرایی یا موجودگرایی می‌تواند باعث تغییر در سودبران، قراردادهای تجاری، پژوهش‌ها و استانداردهای موجود شود. مؤسسه فناوری ماساچوست (MIT) نیز در طراحی معماری مفهوم آن مشارکت دارد.
با اینکه اینترنت اشیاء مفهومی نو در جهان فناوری و ارتباطات به‌شمار می‌آید، این عبارت برای نخستین بار در سال ۱۹۹۹ توسط کوین اشتون به کار رفت. او این اصطلاح را اینگونه توصیف کرد: "در آن هر چیزی، از جمله اشیاء بی‌جان، برای خود هویت دیجیتال خواهند داشت و به رایانه‌ها اجازه می‌دهند تا آن‌ها را سازماندهی و مدیریت کنند.
اینترنت هم‌اکنون همهٔ مردم را به هم متصل می‌کند، ولی با اینترنت اشیاء همهٔ اشیاء به هم متصل می‌شوند. "اگرچه پیش از آن کوین کلی در کتاب قوانین نوین اقتصادی در عصر شبکه‌ها (۱۹۹۸) موضوع گره‌های کوچک هوشمند (مانند حسگر باز و بسته کردن در و کنترل لوازم خانگی) که به شبکهٔ جهانی اینترنت وصل می‌باشند را مطرح نمود.

## واژه‌شناسی
تعریف‌های بسیاری از اینترنت اشیاء توسط انجمن‌های پژوهشی گوناگون بر پایهٔ شیوهٔ نگرش آن‌ها به این ایده بیان شده است. دلیل چند وجهی بودن این مفهوم به روش نام‌گذاری این ایده یعنی «اینترنت اشیاء» برمی‌گردد. اما به صورت کلی این نام از دو واژه تشکیل شده است؛ واژهٔ نخست به دیدگاه شبکه‌گرایی این مفهوم تأکید دارد، در حالی که واژهٔ دوم به جنبش به سوی اشیاء عمومی که توانایی اتصال به شبکه را دارند و در یک بستر مشترک قرار گرفته‌اند، تأکید می‌کند.

### واژهٔ «شیء» در گزارهٔ اینترنت اشیاء
این موضوع می‌تواند به طیف گسترده‌ای از دستگاه‌ها مانند ایمپلنت نظارت بر قلب، فرستنده زیست‌تراشه در جانوران مزرعه، حلزون‌های الکتریکی در آب‌های ساحلی، خودروهای دارای حسگر، دستگاه‌های تجزیه و واکاوی D.N.A برای نظارت بر زیستگاه، مواد غذایی، پاتوژن، یا دستگاه‌های عملیات میدانی که به آتش‌نشانان در عملیات جستجو و نجات کمک می‌کند و… نسبت داده می‌شود. دانشمندان «اشیاء» را به عنوان «ترکیبی از سخت‌افزار، نرم‌افزار، اطلاعات و خدمات» قلمداد می‌کنند.
این دستگاه‌ها اطلاعات سودمند را با کمک فناوری‌های گوناگون موجود، گردآوری کرده و سپس به صورت خودکار داده‌ها را میان دستگاه‌های دیگر به جریان می‌اندازند. نمونه‌کاربردهای کنونی عبارت‌است از: اتوماسیون (خودکارسازی) خانگی (همچنین به عنوان دستگاه‌های خانهٔ هوشمند شناخته می‌شود) مانند کنترل و مدیریت هوشمند روشنایی، باز و بسته کردن درب‌ها، کنترل دما (مانند به‌کارگیری از ترموستات هوشمند)، سامانه‌های تهویه هوا و لوازم خانگی هوشمند از قبیل ماشین رخت‌شویی، خشک‌کن، لوسترهای مدرن، جاروبرقی روباتیک، تصفیه هوا، اجاق گاز، یخچال، فریزر که با بهره‌وری از وای-فای برای نظارت از راه دور به‌کار برده می‌شوند.
همچنین، با گسترش اتوماسیون (خودکارسازی) متصل به اینترنت در سامانه‌های نو، انتظار می‌رود که اینترنت اشیاء مقدار فراوانی از داده‌ها را از مکان‌های گوناگون، بر پایهٔ ضرورت و نیازهای موجود گردآوری کند؛ نتیجهٔ این کار تندی بخشیدن به فرایند گردآوری داده‌ها و افزایش داده‌های مؤثر خواهد بود. اینترنت اشیاء یکی از سیستم عاملهای هوشمند شهر امروز و سامانه‌های مدیریت انرژی است.

## انتقادها
1. اینترنت اشیاء علاوه بر فرصت‌های فراوان، خطرات امنیتی و حریم خصوصی قابل توجهی برای مصرف‌کنندگان و شرکت‌ها به همراه دارد. این خطرات ناشی از نحوه جمع‌آوری، انتقال و استفاده از داده‌ها هستند. اطلاعاتی که از طریق دستگاه‌های متصل به اینترنت اشیاء جابه‌جا می‌شوند، اگر به درستی مدیریت نشوند، می‌توانند آسیب‌پذیری‌های جدی ایجاد کنند. به‌عنوان مثال، دوربین‌های مداربسته که یکی از کاربردهای ساده اینترنت اشیاء هستند، داده‌های تصویری ضبط‌شده را از طریق سیگنال‌های رادیویی به دستگاه‌هایی مانند تلفن همراه یا رایانه انتقال می‌دهند. اگر این داده‌ها رمزنگاری نشده باشند، امکان دسترسی غیرمجاز به آن‌ها وجود دارد. این امر می‌تواند تهدیدی جدی برای مشاغل و حریم خصوصی افراد باشد. برای پیشگیری از چنین تهدیداتی، مشاغل باید اقداماتی نظیر رمزنگاری اطلاعات پیش از انتقال و محدود کردن دسترسی به داده‌ها را انجام دهند. یکی دیگر از کاربردهای رایج اینترنت اشیاء، دستگاه‌های پوشیدنی مانند دستبندهای هوشمند است که اطلاعاتی دربارهٔ فعالیت‌های بدنی کاربران جمع‌آوری می‌کنند. این اطلاعات ممکن است شامل تعداد گام‌های روزانه، مدت زمان ورزش یا ساعت‌های خروج از خانه باشد. اگر این داده‌ها بدون ناشناس‌سازی ذخیره و منتقل شوند، اطلاعات حساس شخصی کاربران مانند نام، نشانی، شماره تماس و آدرس IP ممکن است در معرض نفوذ قرار بگیرند. حتی در صورت اجرای اقدامات امنیتی، احتمال سرقت اطلاعات وجود دارد. در چنین شرایطی، شرکت‌ها باید با اطلاع‌رسانی سریع به کاربران دربارهٔ افشای اطلاعات، به آن‌ها کمک کنند تا اقدامات پیشگیرانه انجام دهند. به‌عنوان نمونه، اگر برنامه زمانی ورزش کاربران افشا شود، آن‌ها می‌توانند برای جلوگیری از خطرات احتمالی، ساعت‌های ورزش خود را تغییر دهند. همچنین گزارش این افشاگری به پلیس یا مراجع حقوقی مرتبط می‌تواند گام‌های مؤثری در کاهش خطرات باشد. برای جلوگیری از تکرار چنین اتفاقاتی، شرکت‌ها موظفند با تحلیل نقاط ضعف سیستم‌های خود، تغییرات لازم را در ساختار امنیتی سامانه‌های مبتنی بر اینترنت اشیاء اعمال کنند. این تغییرات می‌توانند شامل به‌روزرسانی نرم‌افزارها، ارتقای پروتکل‌های امنیتی و آموزش کاربران برای مدیریت بهتر دستگاه‌های خود باشند.

## کاربرد

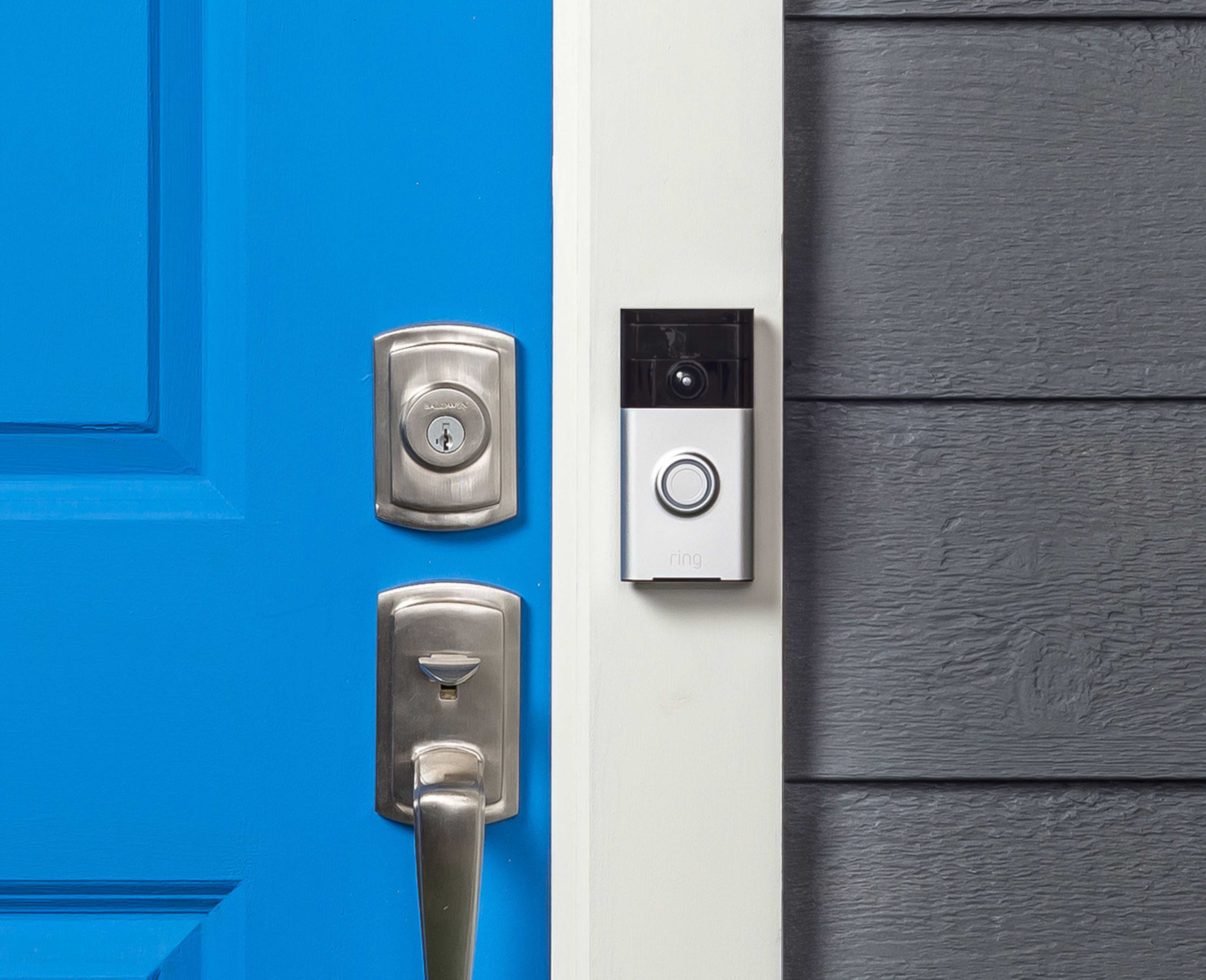
یک زنگ در خانه که به اینترنت متصل شده است و کاربر می‌تواند از طریق گوشی همراه خود تصویر آن را ببیند و در صورت نیاز در را باز کند.

### اتوماسیون خانگی

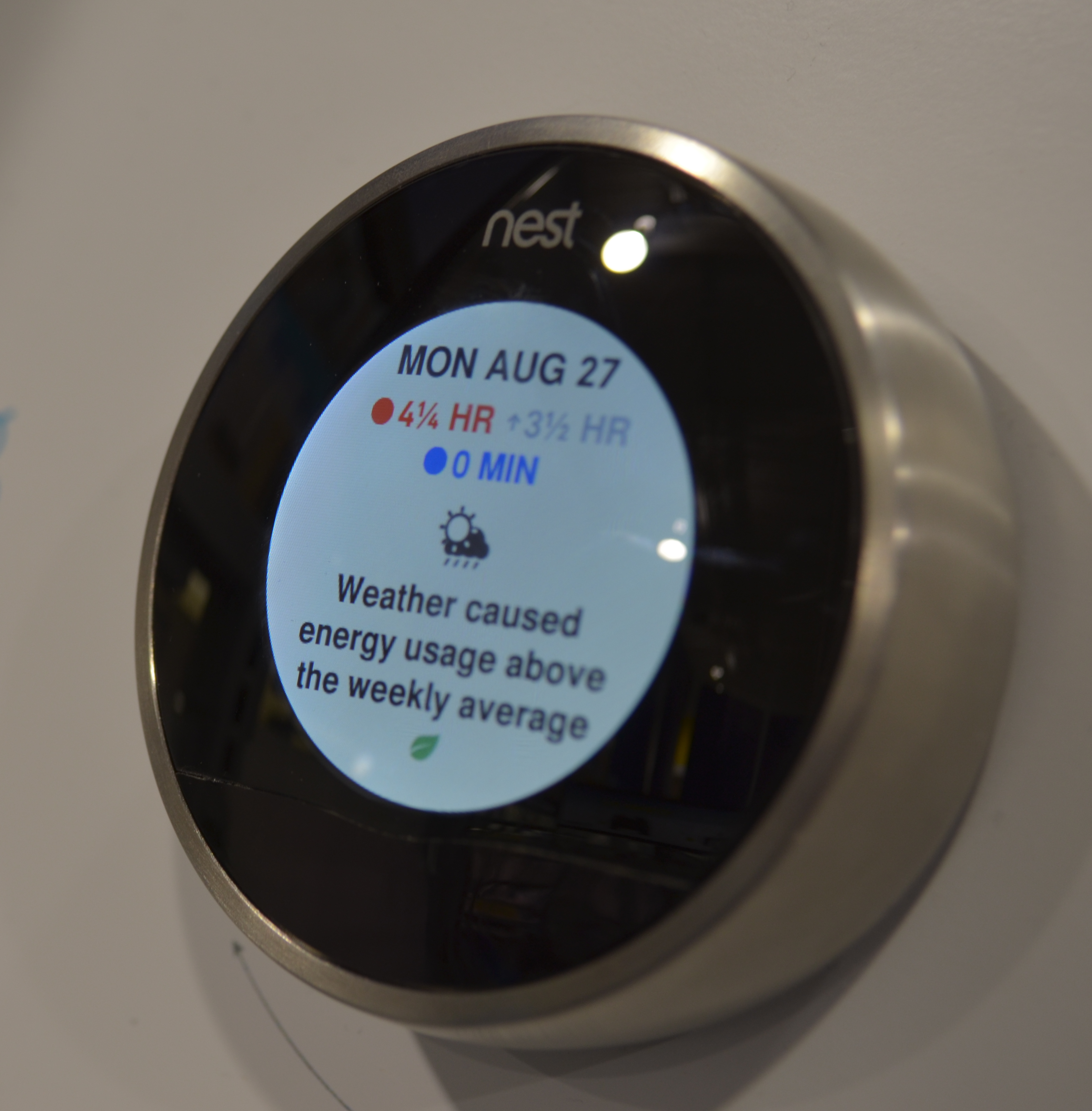
یک ترموستات هوشمند ساخت گوگل نست که مصرف انرژی و وضعیت هوای بیرون را نیز گزارش می‌دهد.

### حمل و نقل

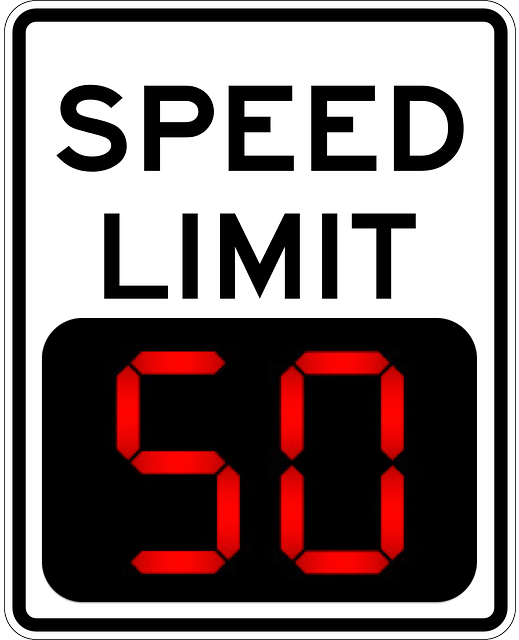
یک تابلوی رانندگی سرعت مجاز که از طریق اینترنت قابل کنترل و تغییر است.